# NGC 2969
NGC 2969 ist eine Spiralgalaxie vom Hubble-Typ Sc im Sternbild Sextant. Sie ist schätzungsweise 213 Millionen Lichtjahre von der Milchstraße entfernt.
Das Objekt wurde am 27. März 1786 von Wilhelm Herschel entdeckt.